# Världsmästerskapen i konståkning 2016
Världsmästerskapen i konståkning 2016 arrangerades den 28 mars till 3 april 2016 i arenan TD Garden i Boston, USA.

## Resultat
| Disciplin | Guld                                            | Silver                            | Brons                                  | Detaljer |
| Herrar    | Javier Fernández (ESP)                          | Yuzuru Hanyu (JPN)                | Boyang Jin (CHN)                       | Resultat |
| Damer     | Jevgenija Medvedeva (RUS)                       | Ashley Wagner (USA)               | Anna Pogorilaja (RUS)                  | Resultat |
| Paråkning | Kanada Meagan Duhamel Eric Radford              | Kina Wenjing Sui Cong Han         | Tyskland Aljona Savchenko Bruno Massot | Resultat |
| Isdans    | Frankrike Gabriella Papadakis Guillaume Cizeron | USA Maia Shibutani Alex Shibutani | USA Madison Chock Evan Bates           | Resultat |

## Medaljligan
| Pl.   | Nation    | Guld | Silver | Brons | Totalt |
| ----- | --------- | ---- | ------ | ----- | ------ |
| 1     | Ryssland  | 1    | 0      | 1     | 2      |
| 2     | Frankrike | 1    | 0      | 0     | 1      |
| 2     | Spanien   | 1    | 0      | 0     | 1      |
| 2     | Kanada    | 1    | 0      | 0     | 1      |
| 5     | USA       | 0    | 2      | 1     | 3      |
| 6     | Kina      | 0    | 1      | 1     | 2      |
| 7     | Japan     | 0    | 1      | 0     | 1      |
| 8     | Tyskland  | 0    | 0      | 1     | 1      |
| Total | Total     | 4    | 4      | 4     | 12     |